# ナンシー関のいた17年
『ナンシー関のいた17年』（ナンシーせきのいた17ねん）は、2014年12月14日22:00 - 22:59 (JST) にNHK BSプレミアム「プレミアムドラマ」枠で放送された日本のテレビドラマ。
安藤なつにとっての、テレビドラマ初主演作品であり、安藤の演技は高く評価された。

## ストーリー
独自の「テレビ批評」と「消しゴム版画」でコラムニストとして人気を博しながら、若くして急逝したナンシー関。その人生を、関係者の証言と、再現ドラマで描く。

## キャスト

### ドラマ出演
- ナンシー関（関直美） - 安藤なつ
- 米田（関）真理 - 新山千春
- 伊藤正幸（いとうせいこう） - 中村靖日
- 田嶋美智代 - 木南晴夏
- 毒蝮三太夫（本人役）

### 証言コメント
- いとうせいこう
- 君塚太
- 桒田義秀
- デーブ・スペクター
- リリー・フランキー

## スタッフ
- 脚本・演出 - 戸田幸宏
- 製作統括 - 鈴木真美、湯川英俊
- プロデューサー - 平部隆明